# Paullinia pinnata
Paullinia pinnata är en kinesträdsväxtart som beskrevs av Carl von Linné. Paullinia pinnata ingår i släktet Paullinia och familjen kinesträdsväxter. Inga underarter finns listade i Catalogue of Life.